# Téléphonie centrale

## Présentation
La Téléphonie Centrale ou Groupe TC était une société d'intégration en Télécoms, Réseaux et courant faible.
Elle comportait 42 agences réparties sur une grande façade Ouest de la France.
Le siège social était basé à Cesson-Sévigné à côté de Rennes, puis à Noyal-Sur-Vilaine.

## Historique
Elle a été créée en 1946 par Alexandre ANNE.
Depuis 1980, elle est dirigée par Alain ANNE, son fils.
Quelques chiffres :
- 30 M€ de chiffre d’affaires ;
- 38 départements ;
- 61 ans d’expérience ;
- 305 collaborateurs ;
- 10 000 clients sous contrat.

## Activités
Depuis 2002, le Groupe TC s'est investi dans les réseaux informatiques en créant une filiale e-TC.
Le Groupe TC dispose de compétences en :
- télécoms (Alcatel, Ericsson et Siemens)
- systèmes & réseaux (serveur sous Windows et Linux, switch, routeur, pare-feu et sécurité)
- courant faible (intrusion, incendie, vidéo, appels malade)